# الختم (أبو ظبي)
الختم  مدينة تقع على بعد  70 كيلو متر عن مدينة العين، وحوالي 80 كيلو متر عن مدينة أبوظبي. و تقع مدينة الختم على الخط السريع بين أبوظبي و العين، و تضم مدينة الختم الكثير من الأنشطة التراثية السنوية مثل: مسابقات الهجن و مسابقات التمور ( الرطب ) و الكثير من المزارع والعزب والقليل من المساكن الشعبية.